# Bröckel
Bröckel [ˈbʁøːˌkl̩] (mit langem ö gesprochen, niederdeutsch Bräukel) ist eine Gemeinde im Landkreis Celle in Niedersachsen. Sie gehört der Samtgemeinde Flotwedel mit Sitz in Wienhausen an.

## Geografie
Bröckel liegt südöstlich von Celle unmittelbar an der Bundesstraße 214 und hat mit ihr eine Ortsumgehung. Ungefähr 2 km südlich vom Ort fließt die Fuhse vorbei, die Bröckel von dem benachbarten Flecken Uetze trennt. Die Gemeinde besteht aus den Ortsteilen Katzhorn und Weghaus.

## Geschichte
Die erste urkundliche Erwähnung der Gemeinde war am 15. August 1215, als die dortige Marienkapelle von der Mutterkirche Wienhausen abgetrennt wurde. Der Name des Ortes entwickelte sich von „Brockelde“/„Braukeln“ („Brauck“ = „Bruch“, Moor, Sumpf) zu Bröckel. Die Freiwillige Feuerwehr des Dorfes wurde bereits 1886/87 gegründet. Sie ging aber nach kurzer Zeit ein und wurde erst 1935 neu gegründet. Bröckel besaß einen Bahnhof an der Bahnstrecke Celle–Braunschweig, die Gleise sind jedoch abgebaut.

## Politik

### Gemeinderat
Der Rat der Gemeinde Bröckel setzt sich aus 11 Ratsfrauen und Ratsherren zusammen. Dies ist die gemäß § 46 NKomVG festgelegte Anzahl für eine Gemeinde mit einer Einwohnerzahl zwischen 1001 und 2000 Einwohnern, die einer Samtgemeinde angehört. Die Ratsmitglieder werden durch eine Kommunalwahl für jeweils fünf Jahre gewählt. Die aktuelle Amtszeit begann am 1. November 2021 und endet am 31. Oktober 2026.
Bei der Kommunalwahl 2021 ergab sich folgende Sitzverteilung:
| Gemeinderat 2021Insgesamt 11 Sitze - SPD: 2 - LUB: 1 - CDU: 8 | Gemeinderatswahl 2021Wahlbeteiligung: 71,1 % 706050403020100 68,6 % (+14,5 %p)20,0 % (−14,3 %p)11,4 % (n. k. %p) CDUSPDLUBc20162021Anmerkungen:c Liste unabhängiger Bürger |

Die letzten Kommunalwahlen ergaben die folgenden Sitzverteilungen:
| Wahljahr | CDU | SPD | LUB 1 | Grüne | Gesamt   |
| -------- | --- | --- | ----- | ----- | -------- |
| 2021     | 8   | 2   | 1     | -     | 11 Sitze |
| 2016     | 6   | 4   | -     | 1     | 11 Sitze |
| 2011     | 11  | 0   | -     | -     | 11 Sitze |
| 2006     | 9   | 2   | -     | -     | 11 Sitze |
| 2001     | 8   | 3   | -     | -     | 11 Sitze |

### Bürgermeister
Ehrenamtlicher Bürgermeister ist Hans-Hinrik Berkhan (CDU). Seine Stellvertreter sind Mario Schmidt und Carina Rehme (beide CDU).

### Wappen
Blasonierung: „In Blau, darin ein golden beschlagenes, silbernes Kummet, eine goldene Doppelflanke, darin vorne ein grüner Rohrkolben, hinten eine grüne Ähre“.

## Religion
Die Kirchengemeinde Bröckel ist Teil der südlichen Region des evangelisch-lutherischen Kirchenkreises Celle. 
Die römisch-katholischen Christen sind Teil des Bistums Hildesheim.

## Kultur und Sehenswürdigkeiten
- Der Chorraum der St.-Marien-Kirche wurde vor 1215 errichtet.
- In der parkähnlichen Anlage, in der das Kirchengebäude steht, befinden sich außerdem das denkmalgeschützte Küsterhaus, Pfarrhaus und Pfarrscheune.
- In Bröckel befindet sich der Indoor-Park Viva Arena.

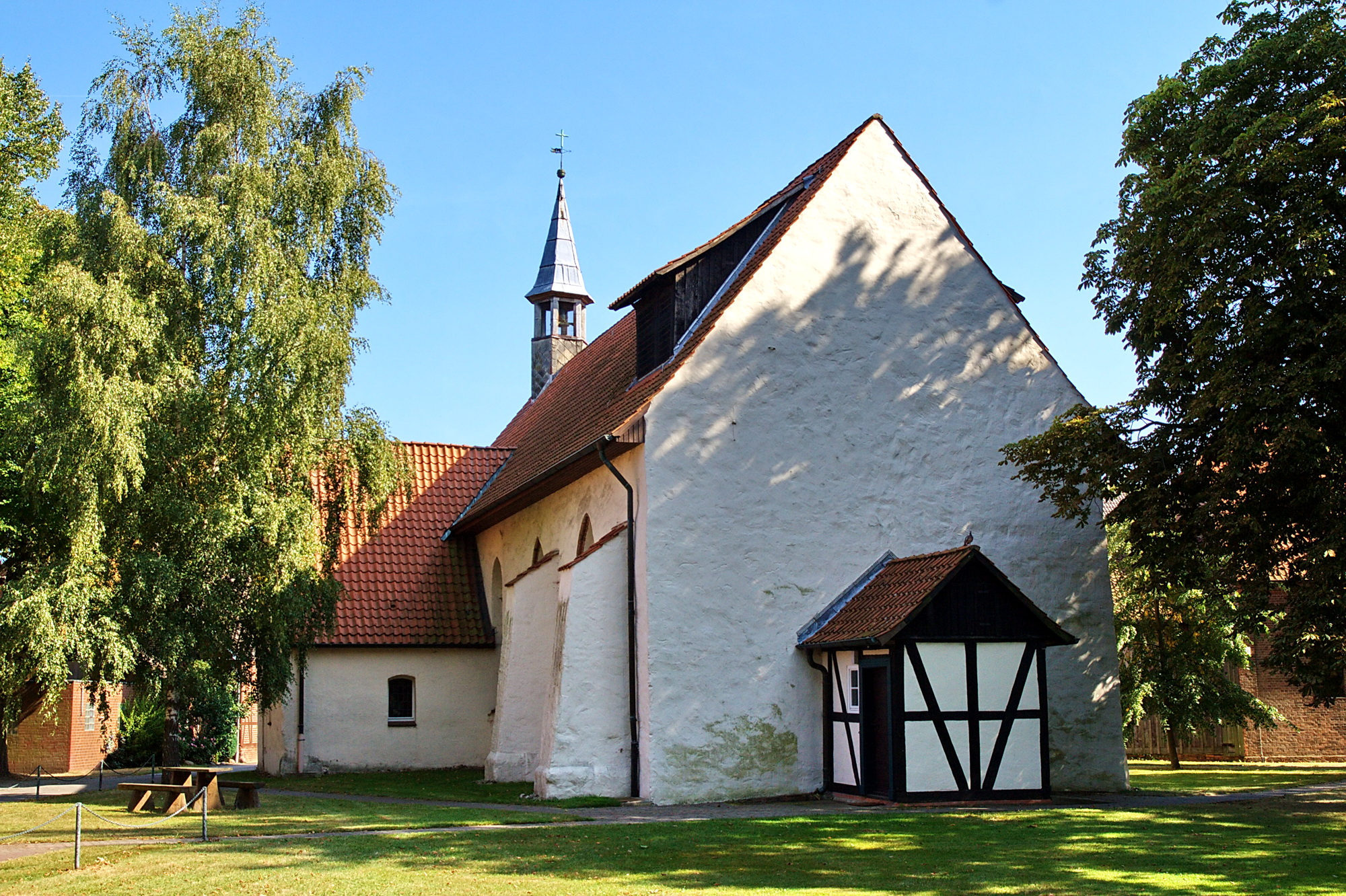
Marienkirche
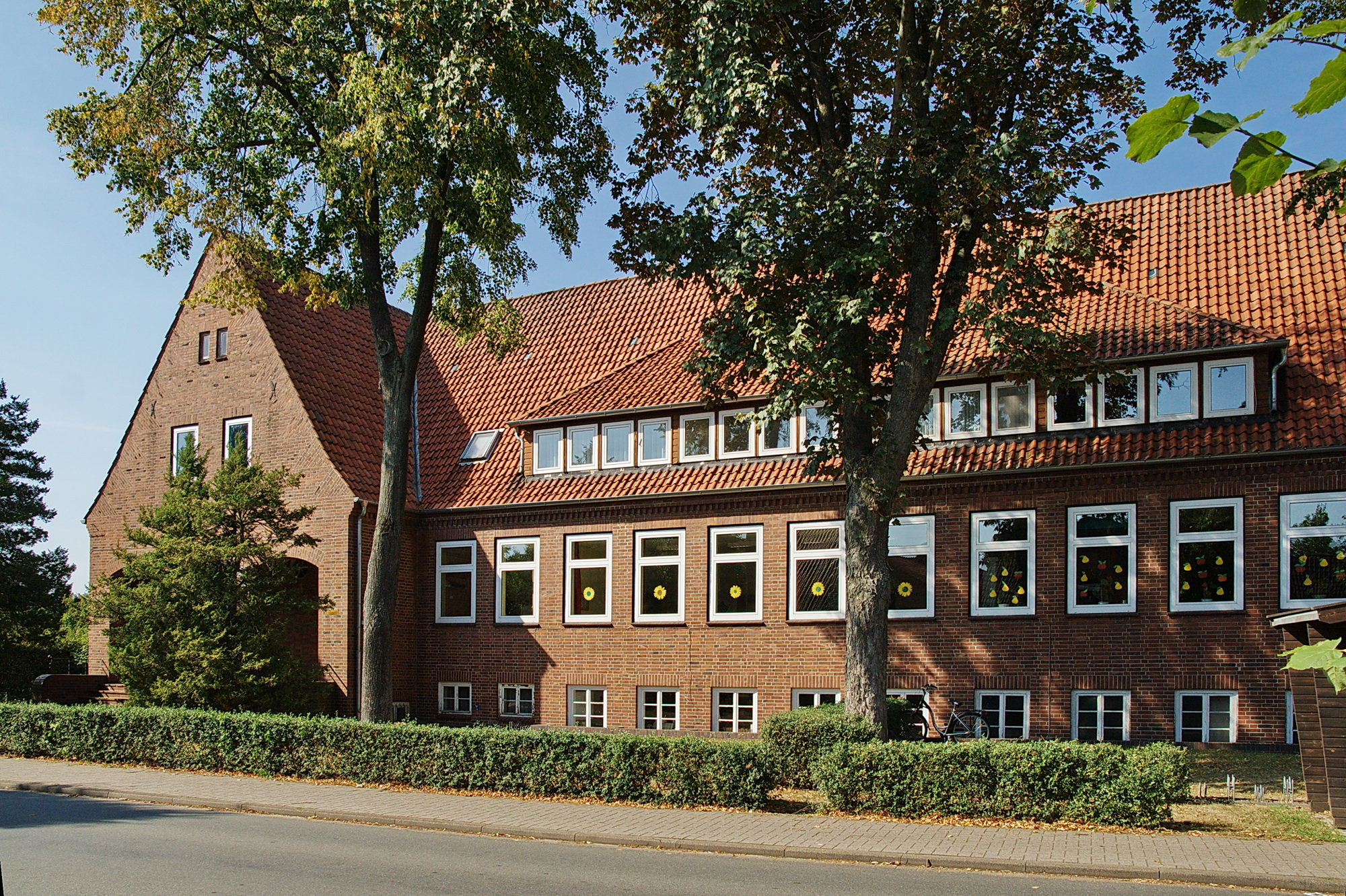
Ehemalige Grundschule

### Baudenkmäler
- Liste der Baudenkmale in Bröckel